# Nikoła Krystnikow
Nikoła Gawriłow Krystnikow (bułg. Никола Гаврилов Кръстников, ur. 16 sierpnia 1880 w Gabrowie, zm. 23 września 1936 w Sofii) – bułgarski lekarz psychiatra, jeden z pionierów psychiatrii w Bułgarii, profesor psychiatrii na Uniwersytecie w Sofii.
Krystnikow studiował medycynę w Paryżu i Sankt Petersburgu, gdzie jego nauczycielami byli Pawłow i Biechtieriew. W 1921 w Sofii założył pierwsze w Bułgarii towarzystwo psychologiczne.
Był twórcą własnej metody psychoterapeutycznej „reprodukcji patogennych doświadczeń afektywnych”. Metodę rozwijali niezależnie jego syn Angel Krystnikow i Atanassow.

## Wybrane prace
- Опит за психологически анализ на нашия обществен живот. София, 1922
- Beitrag zur Lehre von der Astereognosie (Tastsinnagnosie)[4]. 1923
- Zur Lehre der eigentlichen Prinzipien der Seelenprozeße. Jahrbuch der Sofioter Universität, Med. Fakultät, 1923
- Zur Lehre von den Grundprincipien der geistigen Vorgänge. Archiv für die gesamte Psychologie 49, ss. 185-244, 1924
- Die heilende Wirkung künstlich hervorgerufener Reproduktionen von pathogenen affektiven Erlebnissen. Archiv für Psychiatrie und Nervenkrankheiten 88, ss. 369-410, 1929